# Св. св. Петър и Павел (Ратево)
Вижте пояснителната страница за други значения на Свети апостоли Петър и Павел.
„Св. св. Апостоли Петър и Павел“ или „Събор на Светите Апостоли“ (на македонска литературна норма: „Св. св. Петар и Павле“) е възрожденска православна църква в беровското село Ратево, Северна Македония. Част е от Струмишката епархия на Македонската православна църква – Охридска архиепископия.
Храмът е от втората половина на XIX век. Според местни предания е градена от 1845 до 1876 година от местното население с доброволни помощи.
В архитектурно отношение е трикорабна базилика със седемстранна апсида на изток. Църквата не е изписана, но във вътрешността има запазени ценни възрожденски икони от местни и струмишки зографи.
- Икона на Свети Николай от храма
- Икона от храма
- Църквата от изток